# Carlos Gustavo Frecher Solana
Carlos Gustavo Frecher Solana fou un jove que morí en la històrica diada de l'11 de setembre de 1977 a Barcelona en rebre una bala de goma disparada per la policia. Aquell dia, hi havia convocada una manifestació, la qual havia transcorregut de manera pacífica durant el dia. A la nit, però, l'actuació desproporcionada de la Policia Armada va deixar desenes de ferits. Els voltants del carrer de Pelai van ser presos per la Policia, que va començar a disparar bales de goma en direcció a una cafeteria on s'havia protegit un grup de persones. Un dels projectils va impactar contra Carlos Gustavo Frecher Solana, el qual ni tan sols havia participat a l'acte. Frecher tenia 28 anys, estava casat i era pare d'una nena de 5 mesos.
Com a conseqüència de l'impacte, la víctima va perdre el coneixement i va començar a sagnar per la boca. Un home de la Creu Roja i tres persones més van sortir de la cafeteria per tal d'ajudar el ferit i introduir el cos a l'establiment, mentre la Policia seguia disparant. Segons els testimonis els agents van entrar a la cafeteria “colpejant tots els qui s'hi trobaven” i un sergent fins i tot “va donar puntades de peu al ferit”. Frecher va ser traslladat al dispensari de Pere Camps amb una contusió cranioencefàlica, hematomes, commoció cerebral i fractura de crani, que el van deixar en estat vegetatiu. Va morir al cap de pocs dies.
El funeral de Frecher, celebrat a Sant Andreu, i convocat per les centrals sindicals, aplegà 6000 persones. Hi assistiren representants sindicals, Joan Raventós i altres membres de l'assemblea de parlamentaris de Catalunya. Al final del funeral, els congregats es manifestaren des de la plaça Orfila fins a Virrei Amat, a Nou Barris, reclamant la fi de la repressió, la dissolució dels cossos repressius, i la dimissió de Martín Villa.